# 李埏
李埏（1914年11月21日—2008年5月12日），字子泝，号幼舟，彝族，出生于云南省路南县，中国历史学家、云南大学历史系教授。李埏是中国土地所有制研究的重要代表，在货币经济史、唐宋经济史、云南地方经济史的研究中有重要成就。 

## 生平
1935年考入北京师范大学历史系，1940年毕业于西南联合大学历史系，考入北京大学文科研究所攻读研究生。毕业后于1942年入浙江大学任教，次年转入云南大学任教直至辞世。1949年12月云南和平解放后曾任云南大学教授会第一任主席、云南省图书馆馆长、中国科学院历史研究所兼任研究员、中国经济史学会顾问、中国宋史研究会副会长、云南省社会科学院历史研究所名誉所长、云南省经济史学会理事长、云南大学中国经济史研究所名誉院长等职务。
子李伯重同为经济史学家。